# 楊景逢案
楊景逢案或称楊景逢命案是指在1994年11月4日一名國立金門高級農工職業學校高三學生楊景逢陳屍在學校露天地下室的一宗命案。是首次有學生陳屍在金門縣學校校園內。是金門的懸案之一。

## 事發經過
當時就讀國立金門高級農工職業學校機工科三年級的楊景逢，學業成績不錯且在校擔任糾察隊隊員。在命案前一天與值周教官(鍾耀全)發生口角。
楊於案發當晚外出，隔日被發現陳屍於校園內。檢警以「墜樓意外死亡」結案。但家屬在探訪案發現場及研究屍體特徵後，認為楊的死因有可疑，並質疑校內四名教官有犯案嫌疑，檢警調查無任何關聯並拒絕繼續偵辦。
1994年11月3日下午，楊景逢在放學後騎著機車從安民騎至山外購買麵包（有一說為楊景逢接到電話要去學校的電話），回來正準備騎著機車至學校被父親楊國進阻止，於5點50分時騎著腳踏車至學校，家長等候7點的時候發現楊景逢未回家用餐便開始尋找，晚上十點十分在校門口找到楊景逢所騎乘的腳踏車並與教官討論進去尋找，前三位教官都拒絕讓家屬尋找(鍾耀全、陳志發、蕭姓等三名教官)，其中某教官手發抖說：「他沒有來這邊，明天你們就知道了。」(但在金門日報上寫有跟家長去尋遍學校角落但未搜索地下室。)
1994年11月4日，上午6點30分一名學生發現楊景逢陳屍在露天地下室的地板上，趕緊通報工友，工友在與教官通報，值周教官在打電話至119並請警察到校，警方到場檢查，死者身體已僵硬且發出屍斑，屍體正面朝上，夾克反穿，胸口握X形並緊握拳頭，地板留下一攤血漬，並於實習大樓三樓發現死者眼鏡，一邊一半碎裂，一邊鏡片脫落。
1994年11月5日，案情無任何進展，警方也無查明死者傷口就認定死者是跳樓自殺。（後認定死者是「墜樓意外死亡」。)
1994年11月6日，家屬聲稱可能因楊景逢擔任糾察隊隊員與人結怨被毆打致死，從叔叔楊國生指出楊景逢身上提出，死者身上左小腿開放性骨折、左手肘有不小的傷口，顯見被鋼筋或鐵條之類的東西所致，且死者的陰部睪丸一邊脫落，下體全部都有瘀血，顯見絕非跳樓自殺，如果死者自殺，停留在實習大樓三樓的眼鏡是不會破裂，且斷裂處兩半相隔兩公尺，楊國生曾於校園草皮找出一根鋼筋，交給警方做化驗是否有血跡。
1994年11月7日，法醫方中民說明死者從高處墜樓致死，從驗屍報告據載，死者肝臟破裂、右肝不規則裂傷、脊椎斷裂腰椎位移、前胸部出血、肋骨斷裂刺穿肺部引起肺氣腫、後腦少部分硬膜下出血、腎外囊出血、左小腿開放性骨折、右手挫傷等，雖家屬懷疑死者身上外傷是由鐵條鞭打致死棄屍，法醫避談死者其他外傷，但仍註名「左腳有利器穿洞」，且表示與死者傷口並無鐵器之類物品所致。
再者之後，抗議警方當時命案當時所拍的現場照片曝光，嚴重影響命案線索，楊生父母控警方擅自把死者屍體移開，破壞現場，且死者屍體冰存於太平間裡警方未派人駐守。當日警方有找到兩位女學生作證詞，兩位女學生在命案3日當時正在三樓電腦教室打電腦，在8點20分時兩度聽到哀嚎聲，但因害怕未出來查看異狀，且與楊生父母10點出來尋找死者的時間相同，但校方未讓家屬同意找人。
1994年11月10日，邀請刑事局幹員侯友宜協助辦案，並與死者家屬聯絡與慰問，並將當時家屬懷疑的李姓教官帶回偵訊說明。其中一位刑警曾對家屬說有當時傷口的現場照片，但是對另一位法醫人員說無照片，並對當時的兩位學生威脅有捏造證詞嫌疑且說:「我在失蹤當天有看到楊景逢在街上。」案發當時大樓頂樓中央伸縮白鐵蓋有軍便鞋和女性休閒鞋鞋印、廁所門上的洞口和折斷的拖把被楊生父親提出，被刑警已與命案無關回答。楊景逢父親發現案發的鞋印與案發當時在校內教官所穿的鞋子和性別特徵相符，提出要求比對鞋印，警方拒絕。
1994年11月11日，警方排除財殺和情殺，死者家屬一再提出要求比對鞋印，警方後以「無積極的證據證明有他殺的嫌疑」為由拒絕。之後侯友宜完成偵辦於15日返回台灣。
1996年11月6日，檢察官說明楊景逢是地方普通案件，不論有無破案，已於兩年之後歸檔。
2014年11月4日，本案已達法律追溯期20年。

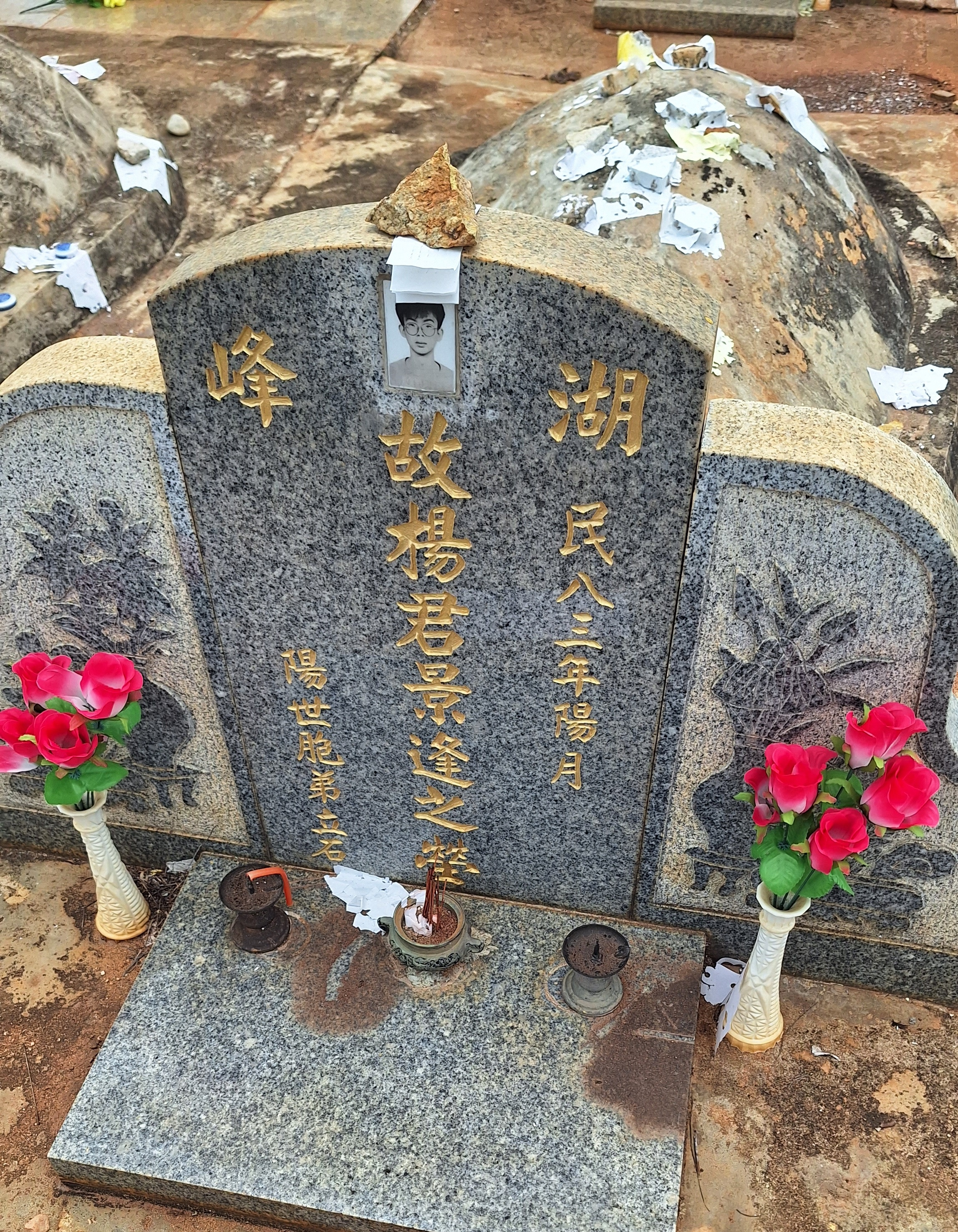
楊景逢之墓

## 後續發展
1995年3月9日，楊生的姑姑楊梨敏向財團法人人本文教基金會申訴。
1995年8月8日，在法務部部長馬英九參訪金門監獄的時候，死者家屬楊國進和莊彩娥在馬英九面前下跪，死者楊景逢已冰存九個月，仍無破案無法埋葬，馬英九表示會深入案情並對疑點進行研究和檢查。家屬指死者是他殺所致，但從案發到現在並無任何有力證據證明死者是他殺而非意外。
1995年11月4日，楊景逢死亡的忌日在晚間7點30分於新市里籃球場舉行，民進黨立委候選人張天欽也到場致詞說明會並要求警方加強辦案進度。
1996年4月12日，被控告犯案的主任教官鍾耀全因在下午一點時毆打學生鄭溢鑫於4月18日被第三人告發。1998年10月30日，檢方以瀆職罪起訴，後判處教官鍾耀全拘役30天、緩刑兩年。

1997年1月9日，法醫楊日松受被害家屬委託赴金驗屍，1997年1月30日驗屍後認定楊景逢生前被人從高處推落，並非意外死亡。

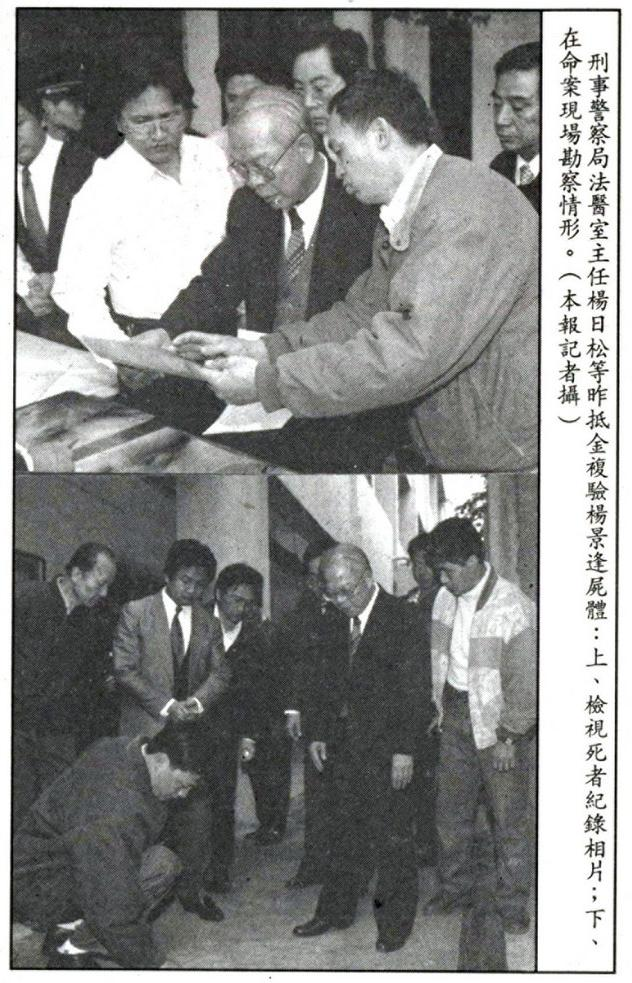
楊日松在楊景逢命案現場勘查

1997年1月22日，楊景逢的姑姑楊梨敏開辦記者會並指控此案是由四位教官犯案(鍾姓、蕭姓、陳姓、李姓等人)，民進黨立法委員林濁水並指出校方有刻意製造自殺假象誤導偵辦方向，檢方刻意包庇犯罪事實。
1997年2月14日，經地檢署偵查終結作不起訴處分，而被告的教官屬軍人的身分，轉由金防部軍法組審問。
1997年2月24日，因楊景逢命案未破案，楊景逢家屬再度遞訴狀控告涉案的8人。
1997年12月16日，受到中華民國受害人人權服務協會的注意，趙惟漢表示將對楊景逢家屬提供法律訴訟。
1998年1月8日，時任金門時報採訪主任兼總編輯之記者卓呈叡，以標題:「少數『不肖分子』假借清新形象，私下卻趁機向死者家屬『詐財』，偽善一面原形畢露」、「楊姓宗親關係，使此命案不了了之，而楊某也不聞不問」、「警方、民代、皆與楊某態度曖昧」；內文:「該人自告奮勇為某死者家屬寫訴訟狀，事先言明分文不取，事後以各種名義向家屬借貸約三、四十萬」，等語暗示縣議員候選人王文標向楊景逢命案之家屬收錢寫狀但不做事，以此妨害名譽，遭判處拘役50日，此為楊景逢案之案外案。
1998年10月30日，命案已屆滿4年，中華民國重大刑案受害人人權服務協會跨海提出300萬新臺幣懸賞金，希望由民眾提供線索。
1999年3月18日，本案從金門地檢署經歷四任檢察官後轉至軍事法庭，因重要證人未到場說明，而獲得不起訴處分，楊景逢的父親堅持遞訴狀直到案情水落石出為止。
1999年11月17日，縣議員楊永立發飆控訴警方對楊景逢命案和保警曹義國命案提出辦案質疑。
2003年5月30日，福建省政府主席顏忠誠在金門縣警察局，慰問「殺警奪槍」及「台銀搶案」破案有功人員。此外，顏忠誠表示，楊景逢命案希望警方能再接再厲，乘勝追擊，繼續為金門的治安把關。
2009年6月12日，縣議員李麗貌對楊景逢提出重新調查，因死者曾於夢中託夢給李麗貌。李麗貌要求警方重啟此案，繼續追蹤偵破，給家屬一個交代，但警方遲遲未動。至今仍為懸案。
2013年11月22日，縣議員楊永立指出已經即將滿20年的楊景逢命案為何快二十年了都沒一個結果，並質疑當年的現場照片曝光，局長是否也要有擔當；議員李誠智對於當年高職生楊景逢命案，是他殺或自殺都不清楚，並請問警察局局長蔡耀坤對案子的了解。